# Министарство комуникација и транспорта Босне и Херцеговине
Министарство комуникација и транспорта Босне и Херцеговине је заједничко министарство на нивоу Босне и Херцеговине одговорно Савјету министара Босне и Херцеговине, а на челу министарства је Сташа Кошарац, из СНСДа.
Министарство комуникација и транспорта надлежно је за:
- Политику и регулисање зајдничких и међународник комуникационих уређаја
- Међународни и међуентитетски промет и инфраструктуру
- Припремање уговора, споразума и других аката из области међународних и међуентитетских комуникација и промета
- Односе са међународним организацијама из области међународних и међуентитетских комуникација и промета
- Припрему и израду стратешких и планских докумената из области мађународних и међуентитетских комуникација, промета, инфраструктуре и информационих технологија
- Послове контроле неометаног транспорта у међународном транспорту
- Цивилно ваздухопловство и надзор ваздушног саобраћаја.

У саставу овог Министарства је управна организација Дирекција за цивилно ваздухопловство Босне и Херцеговине, чија су права и дужности утврђена посебним законом.